# Dawkomierz DS-50
Dawkomierz jonizacyjny DS-50 – radziecki przyrząd dozymetryczny używany między innymi w ludowym Wojsku Polskim, przeznaczony do pomiaru pochłoniętych indywidualnych dawek promieniowania jonizującego.

## Charakterystyka przyrządu
Wprowadzony do Wojska Polskiego w latach 50.XX w. dawkomierz DS-50 mierzył dawkę promieniowania w zakresie 0 – 50 rentgenów. Jego błąd pomiarowy nie przekraczał 15%. Wchodził w skład zestawu DP-23. Wielkość pochłoniętych dawek odczytywano na skali mikroamperomierza wmontowanego w urządzenie załadowczo-pomiarowe i wycechowanego w rentgenach. Wielkość jednej działki wynosiła 2,5 rentgena.